# Matthew Clark (cyclisme)
Pour les articles homonymes, voir Clark.
Matthew Clark, né le 31 juillet 1991 à Beechworth, est un coureur cycliste australien.

## Palmarès
- 2012
  - Tour de Bright :
    - Classement général
    - 1re étape
- 2013
  - Baw Baw Classic
  - Tour de Bright :
    - Classement général
    - 1re (contre-la-montre) et 2e étapes
- 2014
  - 2e du Tour de Bright
  - 3e de la Baw Baw Classic
- 2015
  - 2e de l'Adelaide Tour
  - 2e du National Capital Tour

## Classements mondiaux
| Année            | 2016 |
| ---------------- | ---- |
| UCI Oceania Tour | 64e  |